# Telmatherium
Genre
Telmatherium est un genre fossile de périssodactyles, de la famille des Brontotheriidae, qui a vécu dans l'Ouest américain au cours de l'Éocène moyen, il y a entre -46 et −37 millions d'années.

## Synonymes
- Leurocephalus Osborn et al., 1878
- Manteoceras Hatcher, 1895
- Telmatotherium Marsh, 1880

## Description
Telmatherium ressemblait à un petit rhinocéros haut de 1,25 mètre.

## Liste d'espèces
Selon BioLib (9 novembre 2020) :
- Telmatherium accola Cook, 1926 †
- Telmatherium advocata Cook, 1926 †
- Telmatherium altidens Osborn, 1908 †
- Telmatherium cultridens (Osborn & al., 1878) †
- Telmatherium foris (Cook, 1926) †
- Telmatherium manteoceras (Hay, 1902) †
- Telmatherium pratensis (Cook, 1926) †
- Telmatherium validum Marsh, 1872 †
- Telmatherium vallidens (Cope, 1872) †
- Telmatherium washakiensis (Osborn, 1908) †

## Répartition géographique
Quatorze spécimens appartenant à l'espèce Telmatherium validus ont été découverts au Nouveau-Mexique et au Wyoming.